# 馬修叔公的玩笑
《馬修叔公的玩笑》（英語：Strange Jest）是阿嘉莎·克莉絲蒂所寫的短篇推理小說，講述瑪波小姐幫助遺產繼承人尋找失蹤遺產的故事:162-163。
1941年11月首度在美國的《This Week》雜誌上發表。1944年7月發表於英國《岸邊雜誌》上，其標題為《A Case of Buried Treasure》。1950年收錄在《三隻瞎老鼠及其他》於美國出版，1979年收錄在《瑪波小姐的完結篇》於英國出版。

## 情節簡介
查蜜恩·史卓和愛德華·羅西特的叔公馬修·史卓雖曾表示會留給他們一筆鉅額遺產，但臨終前只說了「你们沒問題的，我可爱的小鸽子」並拍了下右眼。兩人把叔公的两英亩地翻了好幾遍都沒找到遺產。他們後來經由女演員珍娜·海黎兒的介紹，向業餘偵探瑪波小姐求助。於是瑪波小姐應邀來到安斯提莊探查……

## 改編作品
2004年，被改編為日本電視動畫《阿嘉莎·克莉絲蒂的名偵探白羅與瑪波》的第三話。